# 三谷屋
株式会社三谷屋（みたにや）は、かつて広島県世羅郡世羅町に本部を置いていた食品スーパーマーケット。世羅町、尾道市、三原市等に複数店舗展開していたが、2024年2月6日に事業停止し自己破産申請の準備に入った。

## 企業
1858年（安政5年）創業。会社組織は1959年（昭和34年）設立。オール日本スーパーマーケット協会加盟。資本金4500万円。
2024年2月6日　事業活動を停止し、自己破産手続きの準備を開始。江戸時代から166年続いた小売事業を終了した。

## 店舗
2024年2月6日事業停止

## 閉店した店舗
- 世羅プラザ店
- 三成店（尾道市美ノ郷町）2013年6月閉店。
- 門田プラザ店（尾道市門田町）2001年1月18日開店[2]、2015年3月31日閉店。
- 御調店（尾道市御調町）1992年12月22日開店。2022年12月24日閉店。
- 大和店（三原市大和町）1984年9月14日開店。2023年9月30日にいったん閉店したが買い物に困るという声に応え、同年10月16日から規模を縮小して再開した。しかし光熱費の負担が重く継続が困難となり同年12月20日をもって閉店。
- パオ店（世羅郡世羅町）1989年12月8日開店。2024年2月6日閉店。これにより全ての店舗が閉店。